# Haarlem Culinair
Haarlem Culinair is een jaarlijks meerdaags evenement op de Grote Markt in de binnenstad van Haarlem. Het evenement werd voor het eerst georganiseerd in 1995.
in 2019 werd de 25e editie van het evenement gehouden. Speciaal voor dit jubileum was er een Lavazza-terras aanwezig. Daarnaast waren er stands van het sterrenrestaurants ML en Ratatouille Food & Wine  te vinden.